# Dimitrij Cantemir
Dimitrij ali Demetrij Cantemir (romunsko Dimitrie Cantemir, turško Dimitri Kantemiroğlu, rusko Д(и)ми́трий Константинович Кантеми́р, D(i)mitrij Konstantinovič Kantemir) je bil moldavski vojak, državnik in pisec in dvakrat knez Kneževine Moldavije (1693, 1710-1711), * 26. oktober 1673,  †  21. avgust 1723.
V drugem mandatu se je v rusko-turški vojni (1710-1711) povezal z Rusi, da bi se Moldavija otresla nadoblasti Osmanskega cesarstva. Ruski poraz je Cantemirja prisilil na beg v Rusijo, v Moldaviji pa so na knežji prestol prišli od sultana imenovani grški fanarioti. 
Cantemir je bil tudi plodovit pisatelj, filozof, zgodovinar, skladatelj, muzikolog, jezikoslovec, etnograf in geograf. Njegov sin Antiohij je bil ruski veleposlanik v  Veliki Britaniji in Franciji ter prijatelj Montesquieua in Voltaireja inznan kot "oče ruske poezije".

## Življenje
Dimitrij je bil rojen v  Silişteniju, Moldavija. Oče Konstantin Cantemir je bil iz plemiške družine krimskih Tatarov in je v Moldavijo prišel sredi 17. stoletja. Ena od razlag priimka "Cantemir" je, da izhaja iz izraza "Can Temur", ki pomeni "Timurjeva kri", in bi lahko pomenil, da je neposreden potomec osvajalca Timur Lenka. Njegova mati Ana Bantăș je bila učena hči lokalne plemiške družine. Leta 1685 je osmanski sultan  imenoval Konstantina za kneza Moldavije.
Čeprav je bil Konstantin nepismen, je temeljito izšolal sinova Dimitrija in Antiohija. Dimitrij se je naučil grščine in latinščine, da je že kot otrok bral klasike. Eden od njegovih učiteljev je bil učenjak Ivan Komnen Molivdos. Med letoma 1687 in 1710 je Dimitrij večino svojega časa preživel kot talec ali odposlanec v Konstantinoplu.  Živel je v lastni palači, se naučil turščine in študiral osmansko zgodovino na Akademiji grškega patriarhata. V Konstantinoplu je tudi skladal turško glasbo.
Po očetovi smrti 1693 ga je Dimitrij za kratek čas nasledil na knežjem položaju in po treh tednih odstopil v korist  Konstantina Duca, katerega kandidaturo je podprl njegov tast, vlaški knez Konstantin Brâncoveanu. Ko je knežji položaj  v Moldaviji zasedel brat Antiohij, je Dimitrij služil kot njegov odposlanec pri  Visoki porti. V teh letih se je odlikoval na pohodih osmanske vojske.
Leta 1710 je bil na svojo zahtevo imenovan za moldavskega kneza. Ker je bil prepričan da bo Osmanska Turčija propadla, je s tajnim sporazumom, sklenjenim v Lutsku, postavil Moldavijo pod rusko zaščito in se nato pridružil Petru Velikemu v vojni proti Osmanskemu cesarstvu. Vojna se je končala z ruskim porazom v Stănileștiju (18–22. Julij 1711), kar je družino Cantemir prisililo na beg v Rusijo. V Moldaviji so prišli na oblast grški fanarioti, ki jih je imenoval osmanski sultan.
V Rusiji je Peter Veliki Dimitrija imenoval za kneza (knjaz), Karel VI. pa za princa Svetega rimskega cesarstva. Živel je na posestvu v Dmitrovki pri Orlu in imel velik dvor bojarjev, vključno z letopiscem Ionom  Neculcejem.  
Umrl je na svojem posestvu 21. avgusta 1723, prav na dan, ko so mu podelili nemški knežji naslov. Leta 1935 so njegove posmrtne ostanke prenesli v Iași.

## Družina
Dimitrij Cantemir je bil poročen dvakrat. S kneginjo Kasandro Kantakuzino (1682–1713), hčerko kneza Kantakuzina, domnevnega potomca bizantinske cesarske družine Kantakuzenov, se je poročil leta 1699. Leta 1717 se je poročil s kneginjo Anastazijo Trubecko.
Cantemirjevi otroci so bili v ruski zgodovini precej vidni. Njegova starejša hči Marija Cantemir (1700–1754) je tako pritegnila Petra Velikega, da se je domnevno nameraval ločiti od svoje žene Katarine, da bi se poročil z njo. Po Katarininem vzponu na ruski prestol, je bila Marija prisiljena oditi v samostan. 
Cantemirjev sin Antiohij (1708–1744) je bil ruski veleposlanik v Londonu in Parizu, prijatelj Voltairea in Montesquieua ter tako vpliven pesnik, satirik in esejist, da bi ga lahko označili za "očeta ruske poezije". Drugi sin Konstantin (1703–1747) je bil vpleten v Golicinovo zaroto proti carici Ani in bil izgnan v Sibirijo.
Dimitrijeva najmlajša hčerka Smaragda (1720–1761), ki je veljala za eno največjih lepotic svojega časa, je bila žena kneza Dmitrija Mihajloviča Golicina in prijateljica cesarice Elizabete.

## Dela
Cantemir je bil poliglot, znan kot eden od največjih jezikoslovcev svojega časa, ki je govoril in pisal enajst jezikov. Med letoma 1711 in 1719 je napisal svoje najpomembnejše stvaritve in bil leta  1714 imenovan  za člana Kraljeve akademije v Berlinu.
Cantemirjevo najbolj znano zgodovinsko delo je   Zgodovina vzpona in razpada Otomanskega cesarstva. z izvirnim latinskim naslovom  Historia incrementorum atque decrementorum Aulae Othomanicae. Delo je več let krožilo po vsej Evropi v rokopisu in bilo končno natisnjeno leta 1734 v Londonu. Kasneje je bilo tiskano tudi v Nemčiji in Franciji in ostalo temeljno delo o Osmanskem cesarstvu do sredine 19. stoletja.
V letih 1719 do 1722 je objavil prvo kritično zgodovino Romunije kot celote z naslovom Hronicul vechimei a romano-moldo-vlahilor (Kronika romunsko-moldavsko-vlaške antike). Trdil je, da so  romunski jezik in prebivalci antične Dakije rimskega izvora.
Leta 1714 je na zahtevo Kraljeve akademije v Berlinu napisal Opis  Moldavije (latinsko Descriptio Moldaviae), ki je pokrival geografske, etnografske in gospodarske vidike Moldavije. Delo se je sprva širilo kot rokopis. V nemški zemljepisni reviji je bilo objavljeno leta 1769, kot knjiga pa je izšlo leta 1771. V njegovem delu je bil prvi realni zemljevid države, ki je bil desetletja osnova večine evropskih zemljevidov Moldavije.
Kar nekaj od približno štiridesetih Cantemirjevih osmanskih skladb se še danes izvaja. Njegova največja zasluga je bila glasben zapis 350 tradicionalnih instrumentalnih skladb, objavljenih v knjigi Edvar-i Musiki. Knjigo so leta 1703 ali 1704 podarili sultanu Ahmedu III. in jo nedavno ponatisnili s sodobnimi razlagami. Tradicionalna glasba iz njegovih zapisov se še vedno izvaja in objavlja na nosilcih zvoka.
Leta 1705 je napisal prvi romunski oman z naslovom Hieroglifska zgodovina, ki preko alegoričnih in mitoloških živali opisuje zgodovino vlaških dinastij Brâncoveanu in Cantacuzino.
Napisal je tudi Uvod v islam za Evropejce, biografijo Jana Baptista van Helmontova, filozofsko razpravo v romunščini in grščini, in nedončano razpravo z naslovom Neopisna podoba najsvetejše znanosti.
Zaradi svojih številnih cenjenih del je pridobil velik ugled na visokih evropskih dvorih. Njegovo ime je zapisano ob Leibnizu, Newtonu, Pironu in drugih velikih mislecih na plošči v knjižnici Sainte-Genevieve v Parizu, ki so veljali za najbistrejše ume svojega časa.

## Istanbulski muzej
Ena od palač, v kateri je živel med svojim izgnanstvom v Istanbulu, je bila leta 2007  restavrirana in odprta kot muzej. Palače stoji v istanbulski četrti Fener med Fanarskim kolegijem in Zlatim rogom.

## Odnosi z Rusi
Konec leta 1710 je Dimitrij Cantemir prišel na  moldavski prestol z močno podporo Petra Velikega. 14. julija 1711 se je ob podpori 500 ruskih konjenikov boril proti Osmanom in visokemu plemstvu v Stănileștiju. Na začetku so moldavske čete zmagovale, potem pa jih je uničila ogromna vojska 72.000 mož. V štirih dneh je bila okupirana cela Moldavija. Dimitrij Cantemir z družino je pobegnil v Rusijo in zasedel pomembno mesto v ruski zgodovini. Njegovi spomeniki stojijo v  Moskvi, Sankt Peterburgu, Kijevu in Iasiju.